# Саванные мухоловки
Саванные мухоловки (лат. Bradornis) — род воробьиных птиц из семейства мухоловковых. Представители рода распространены в Африке южнее Сахары.

## Таксономия
Род Bradornis был введен в 1847 году английским врачом, зоологом и натуралистом Э. Смтом для описания марикуйской саванной мухоловки (Bradornis mariquensis). На основе молекулярно-филогенетического исследования, опубликованного в 2023 году, род был восстановлен и расширен за счет включения других видов.

## Виды
В состав рода включают 6 видов:
- Bradornis boehmi Reichenow, 1884 — Мухоловка Бёма
- Bradornis comitatus (Cassin, 1857) — Тёмно-синяя мухоловка
- Bradornis fuliginosus (Verreaux, J & Verreaux, É, 1855)
- Bradornis mariquensis Smith, 1847 — Марикуйская саванная мухоловка
- Bradornis microrhynchus (Reichenow, 1887) — Пепельная саванная мухоловка
- Bradornis ussheri (Sharpe, 1871) — Ласточковая мухоловка